# Rak sygnałowy
Rak sygnałowy, szwedzki, kalifornijski (Pacifastacus leniusculus, Dana) – gatunek, należący do rodziny rakowatych (Astacidae), pochodzących z Ameryki Północnej, a obecnie występujących także w Europie, w tym w Polsce.

## Wygląd

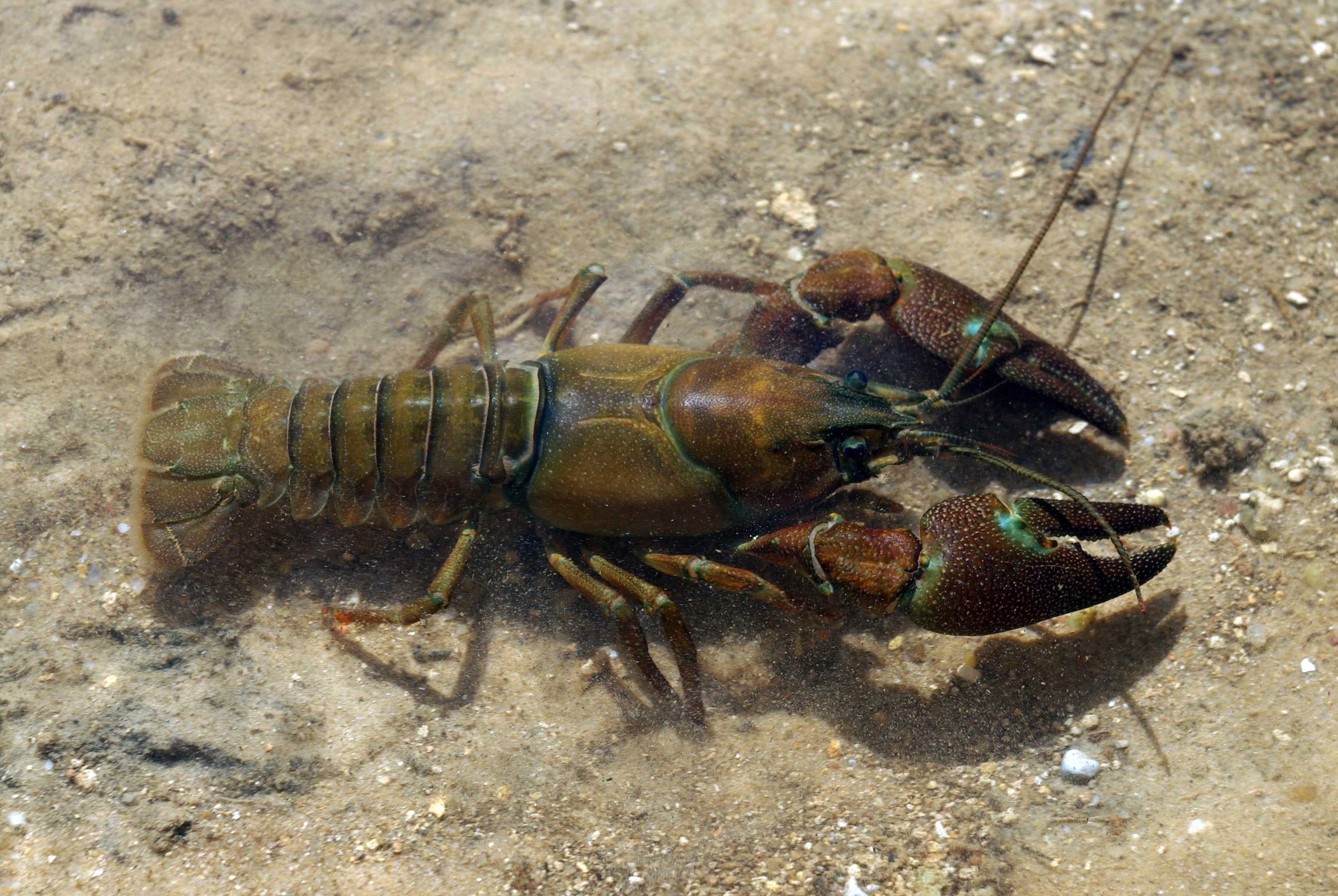
Rak sygnałowy w Hiszpanii

Przedstawiciele tej rodziny mają grzbietobrzusznie spłaszczone, podłużne ciało. Charakteryzują się bardzo stwardniałym pancerzem i odwłokiem. Trzy pierwsze pary ich odnóży krocznych kończą się szczypcami. Najbardziej wydatne są szczypce pierwszej pary. Telson oraz ostatnia para odnóży odwłokowych (uropodia) tworzą płetwę ogonową na końcu ciała. Umożliwia ona pływanie do tyłu.
Średnia długość ciała raka sygnałowego wynosi 10 cm, a jego masa 150 g. Największe osobniki (zazwyczaj samce) dorastają do 20 cm i mogą ważyć ponad 200 g. Ma barwę od brązowej po czarną. Wyposażony jest w duże, szerokie, lecz krótkie szczypce, które od spodu są krwistoczerwone. Jego cechą charakterystyczną jest obecność bardzo jasnej (od białej do jasnoniebieskiej) plamy sygnalnej u nasady szczypiec. U samic jest ona słabiej widoczna.

## Ekologia
Jest wszystkożerny. W skład diety tego gatunku wchodzą pokarmy pochodzenia zwierzęcego (zooplankton, żaby, ślimaki, larwy owadów, małe ryby), roślinnego (młode pędy i korzenie roślin) oraz detrytus.
Rak sygnałowy stanowi pożywienie m.in. dla drapieżnych ryb, czapli siwych, wydr oraz norek amerykańskich.
Jest bardziej płodny i rozwija się szybciej od rodzimych gatunków raków. Osobniki męskie uznaje się za dojrzałe płciowo, kiedy pierwsze pary odnóży odwłokowych reorganizują się w narząd kopulacyjny. Umożliwia im to parzenie się, które zachodzi we wrześniu (najwcześniej spośród raków występujących w Polsce). Składanie jaj ma miejsce w październiku. Samica może złożyć ponad 540 jaj. Wylęg zapłodnionych jaj przypada na wiosnę. Może żyć – podobnie jak rodzimy rak szlachetny – do 20 lat.
Występuje w dobrze natlenionych wodach słodkich. Najlepiej rozwija się w środowisku o temperaturze ok. 20 °C. Preferuje zbiorniki o twardym dnie, ponieważ często skrywa się w wygrzebanych przez siebie kryjówkach. Toleruje zasolenie wody do 21‰. Często migruje i kolonizuje nowe obszary. Potrafi pokonywać przeszkody, omijając je drogą lądową

## Występowanie
Pacifastacus leniusculus pochodzi z zachodniego wybrzeża Ameryki Północnej. Za obszar naturalnego występowania gatunku uznaje się północno-zachodnie Stany Zjednoczone – stany Waszyngton, Oregon, Idaho, zachodnie tereny stanów Montana i Wyoming, północne obszary stanów Kalifornia, Nevada i Utah oraz południową część Kolumbii Brytyjskiej.
Został sprowadzony do Europy w latach 60. XX wieku i obejmuje zasięgiem niemal całe jej terytorium. Powodem jego introdukcji była odporność na dżumę raczą, która powodowała wtedy masowe śnięcia rodzimych gatunków raków. W kolejnym dziesięcioleciu trafił do Polski. Obecnie można go spotkać na terenie Warmii oraz Pojezierza Mazurskiego (dane z 2001).

## Znaczenie
Dla środowiskaW środowisku wodnym Ameryki Północnej możliwe jest jego współbytowanie z innymi gatunkami. Jednak w Polsce jest on uważany za gatunek inwazyjny (podobnie jak rak pręgowaty), ponieważ jest nosicielem choroby – dżumy raczej. Stanowi zagrożenie dla ojczystych gatunków, szczególnie dla raka szlachetnego. Badania wykazały, że prawdopodobnie rak błotny może znieść konkurencję z rakiem sygnałowym.
Został sklasyfikowany jako gatunek najmniejszej troski w Czerwonej Księdze Gatunków Zagrożonych. Obecnie jest wykorzystywany do badań nad skutecznym lekiem przeciwko dżumie raczej.
Dla gospodarkiRak sygnałowy jest hodowany w głównej mierze dla celów konsumpcyjnych. Jego cena jest niemal o połowę niższa od ceny raka szlachetnego. W Polsce występuje na niego niski popyt, ponieważ dania z raków są uznawane za bardzo ekskluzywne. Główny rynek zbytu stanowią przede wszystkim kraje Europy Zachodniej.